# Governatorato di Baghdad
Il governatorato di Baghdad (in arabo محافظة بغداد‎? Muḥāfaẓat Baġdād) è un governatorato dell'Iraq che comprende la città di Baghdad e l'area circostante. Ha una superficie di 734 km², una popolazione stimata (nel 2003) di circa 6.400.000 abitanti e calcolata per il 2012 di 8.169.565 abitanti.